# 基什雷切
基什雷切，是匈牙利佐洛州所辖的一个村，总面积3.42平方公里，总人口174，人口密度50.9人/平方公里（2010年1月1日）。